# 蒂亞內蒂市鎮

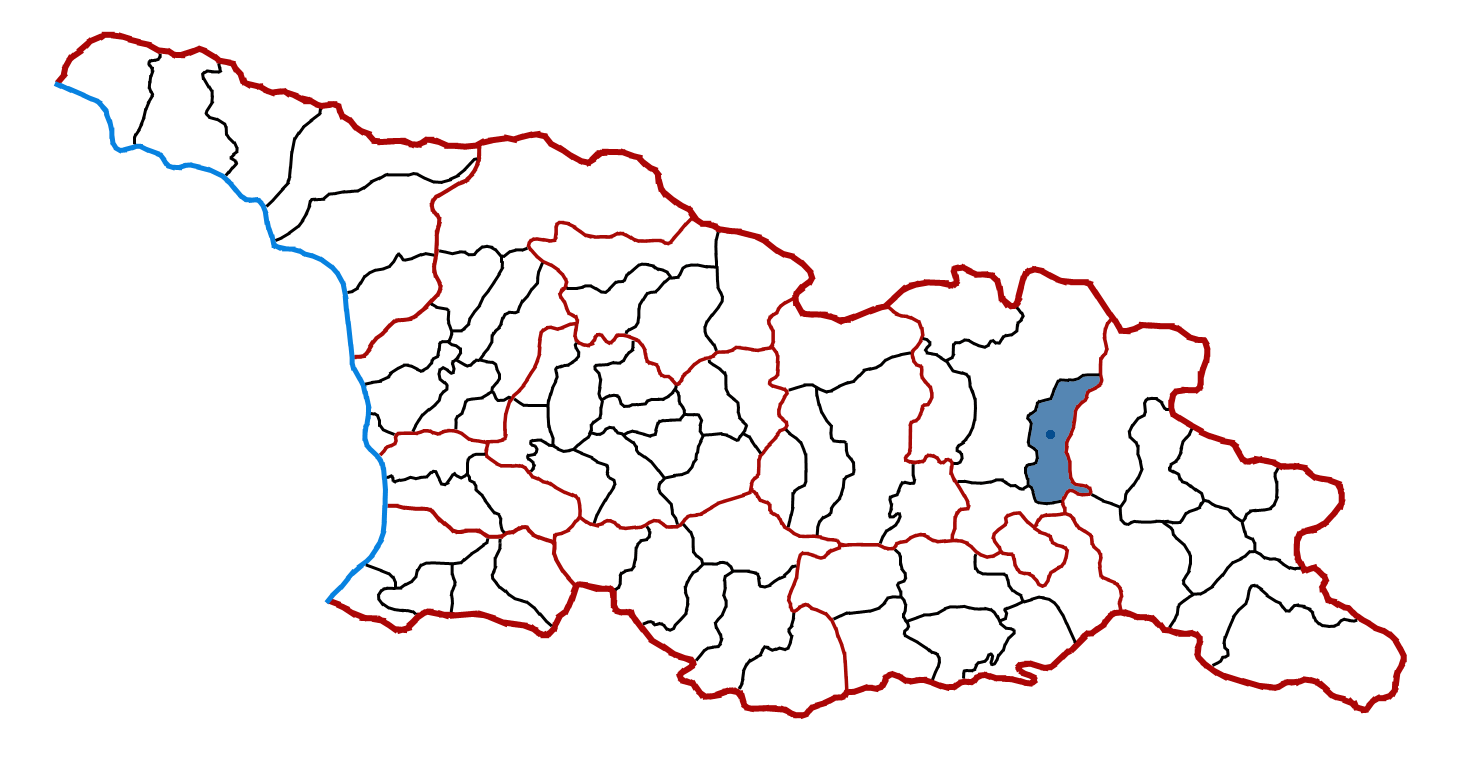

42°06′34″N 44°57′19″E / 42.10944°N 44.95528°E
蒂亞內蒂市鎮，是格魯吉亚東北部姆茨赫塔-姆蒂亚内蒂大区的市镇，行政中心为蒂亞內蒂。市镇面積为906平方公里，2014年人口数量为9,468人，人口密度每平方公里15人。